# Fotograf (komiks)
Fotograf (tytuł oryginału: Le Photographe) – francuska seria komiksowa autorstwa Emmanuela Guiberta (scenariusz i rysunki), Didiera Lefèvre'a (scenariusz i zdjęcia) i Frédérika Lemerciera (kolory), opublikowana w trzech tomach w latach 2003–2006 przez wydawnictwo Dupuis. Polskie zbiorcze wydanie wszystkich tomów ukazało się w 2013 nakładem Wydawnictwa Komiksowego.

## Fabuła
Fotograf to oparta na faktach i opowiedziana w konwencji fotoreportażu historia wyprawy francuskiego fotografa Didiera Lefèvre'a w 1986 do Pakistanu i Afganistanu okupowanego przez Związek Radziecki. Lefèvre dołącza do będącej na misji grupy lekarzy z organizacji Lekarze bez Granic i fotografuje ich pracę polegającą na udzielaniu w prymitywnych warunkach pomocy medycznej mieszkańcom lokalnych wsi. Mężczyzna stopniowo ulega urokowi Afganistanu, a jego przewodnikami po kulturze i przyrodzie kraju są towarzyszący mu lekarze.

## Tomy
| Tytuł i rok wydania polskiego | Tytuł i rok wydania oryginalnego |
| ----------------------------- | -------------------------------- |
| Fotograf (2013)               | Le Photographe – tome 1 (2003)   |
| Fotograf (2013)               | Le Photographe – tome 2 (2004)   |
| Fotograf (2013)               | Le Photographe – tome 3 (2006)   |

## Opinie
Fotograf został bardzo dobrze przyjęty przez międzynarodową krytykę, a w 2007 został wyróżniony na Międzynarodowym Festiwalu Komiksu w Angoulême. Szczególną uwagę recenzentów przykuły rysunki komiksu przemieszane z uzupełniającymi narrację czarno-białymi zdjęciami Lefèvre'a oraz nieśpieszne tempo akcji. Polski portal komiksowy alejakomiksu.pl uznał Fotografa za najlepszy komiks wydany w Polsce w 2013.